# 554766 Dieterkasan
554766 Dieterkasan è un asteroide della fascia principale interna. Scoperto nel 2012, presenta un'orbita caratterizzata da un semiasse maggiore pari a 2,363192 UA e da un'eccentricità di 0,256048, inclinata di 6,405756° rispetto all'eclittica.